# Parafia Trójcy Przenajświętszej w Dubience
Parafia Trójcy Przenajświętszej w Dubience – rzymskokatolicka parafia należąca do dekanatu Hrubieszów-Północ diecezji zamojsko-lubaczowskiej. 
Parafia została utworzona po 1588. Mieści się przy ulicy Kościelnej. Parafię prowadzą księża diecezjalni.
Do parafii należą wierni z następujących miejscowości:  Brzozowiec, Dubienka, Grobelki, Holendry, Janostrów, Jasienica, Józefów, Kajetanówka, Nowokajetanówka, Kolemczyce, Krynica, Ladeniska, Lipniki, Mateuszowo, Mościska, Poduchańka, Radziejów, Rogatka, Siedliszcze-Kolnia, Siedliszcze, Skryhiczyn, Starosiele, Tuchanie, Tursko, Uchańka i Zagórnik

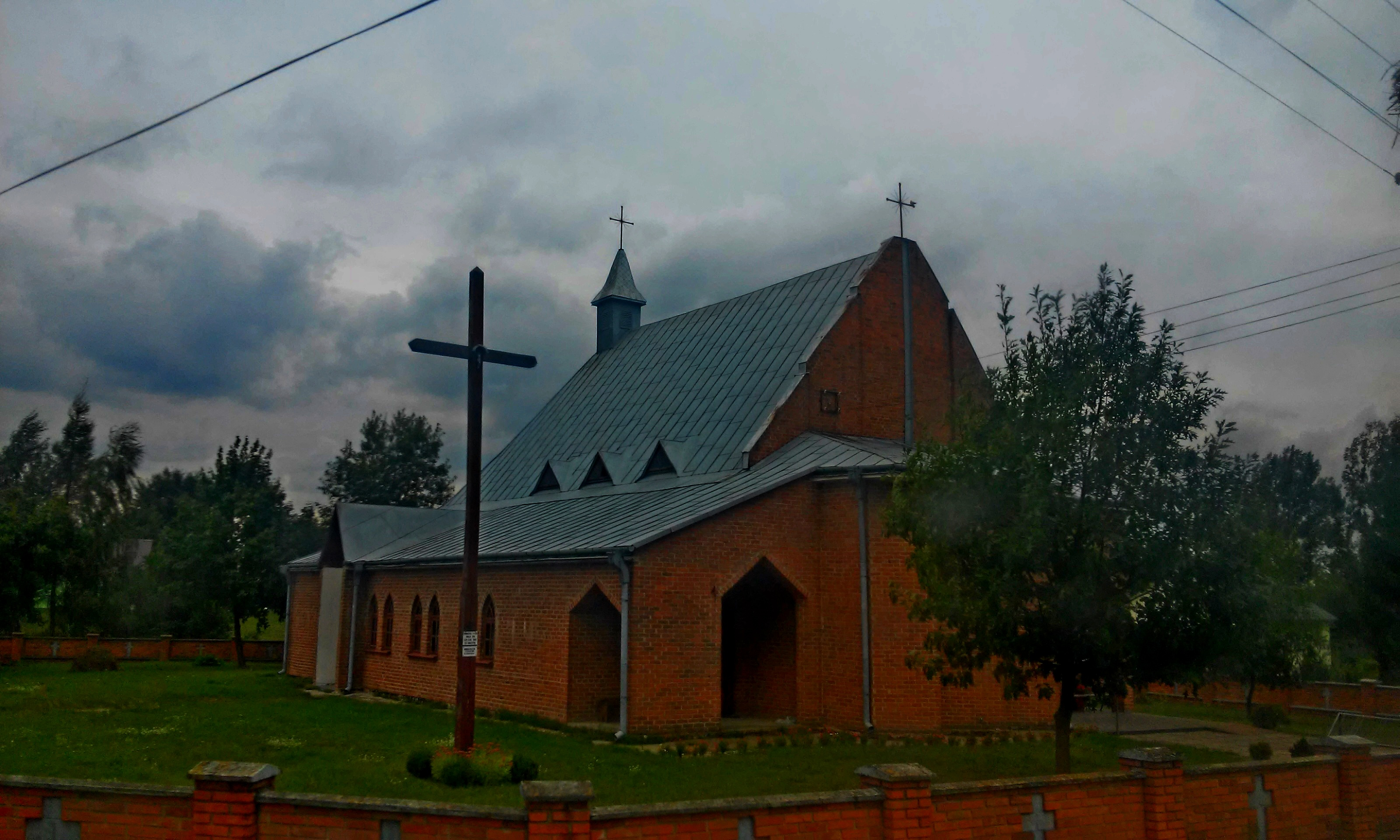
Filialny kościół w Siedliszczu

Oprócz parafialnego kościoła w Dubience na terenie parafii znajdują się filialne kościoły Najświętszego Serca Jezusa w Skryhiczynie oraz Matki Bożej Wspomożycielki Wiernych w Siedliszczu, jak również kaplica w Mościskach. Parafia jest również administratorem cmentarza w Dubience, katolicko-prawosławnego.